# レパントの海戦
レパントの海戦（レパントのかいせん）は、1571年10月7日に起こった、ギリシャのコリント湾口のレパント沖での、オスマン帝国海軍と、教皇領・スペイン帝国・ヴェネツィア共和国の連合海軍による海戦である。
オスマン帝国の東地中海への進出に対してそれまで消極的な対応をしていたスペイン王国は、旧グラナダ王国での隠れイスラム教徒が生活条件の悪化により反乱を起こし(アルプハーラスの反乱)、オスマン帝国への支援を求めた事で自国の安全保障上看過できなくなった。そこで支配下のジェノヴァやイタリアの諸都市、マルタ騎士団等から最大限の戦力を集めた。また、教皇領の海軍にはスイス傭兵やフランスからの志願騎士も参加した。
一方、元々海運国ではなかったオスマン側は北アフリカの海賊の頭目をアレクサンドリアやアルジェ、チュニスといった土地のパシャ(総督)に任命し、海戦の度に召集していた。
この海戦は西ヨーロッパ史において大海戦でのオスマン軍に対する勝利であり、オスマン帝国の地中海での前進を防ぐのに役立った。また、オスマン側の敗戦がギリシャとアルバニアでの蜂起を誘発し、バルカン半島での支配も一時揺るがすこととなった。

## 背景
1570年にオスマン帝国のスルタンであるセリム2世がキプロス遠征を行い、ヴェネツィア共和国は同年にキプロス防衛のためにカトリック教国の艦隊を結集させようとしたが、スペインが消極的だったため、翌年8月にファマグスタが陥落し、キプロスはオスマン領になる。これに危機感を抱いたローマ教皇ピウス5世の呼びかけにスペインも応じ、カトリック諸国の連合軍「神聖同盟」が結成された。神聖同盟参加諸国の艦隊は9月にシチリアのメッシーナに集結、連合艦隊を組んで東進した。10月7日、オスマン帝国艦隊と接触した連合艦隊は決戦に及んだ。

## 戦闘の経過
カトリック教国の連合艦隊（以下「連合艦隊」とする）は300隻からなり、有能な指揮官ドン・フアン・デ・アウストリア（スペイン王フェリペ2世の庶弟）によって指揮されていた。オスマン帝国の艦隊（以下「オスマン艦隊」とする）は285隻で、メジンザード・アリ・パシャが率いた。両軍とも、大多数をガレー船が占めていた。連合艦隊は、疾病の流行によって若干戦力が減少していた。オスマン艦隊は、疾病に加えて9月中旬の帰投予定が延長されるなど活動が長期化しており、必需品や武器弾薬の欠乏により戦力の減少と士気の低下が起きていた。

### 開戦の状況
連合艦隊では、総司令官ドン・フアンが小舟で各艦を激励にまわっていた。
天候は快晴で東からの微風が吹き、オスマン艦隊にやや有利な状況だった。
連合艦隊は右翼がドーリアの艦隊71隻を中心に107隻、左翼がドン・フアンの艦隊89隻(ヴェニエル、コロンナらが配下)を中心に114隻、左翼後方にアゴスティーノ・バルバリーゴ艦長（ヴェネツィア元首アゴスティーノ・バルバリーゴとは別人）の艦隊55隻、後衛にはサンタ・クルスの30隻が控えている。
オスマン艦隊は右翼マホメッド・シャルーク（シロッコ）艦隊60隻、左翼クルチ・アリ・パシャ（ウルグ・アリ。本名はジョヴァンニ・ガレーニといい、南イタリア出身のキリスト教徒であったが、イスラムに改宗）艦隊100隻、中央がメジンザード・アリ・パシャ（アリ・パシャ）の直属艦隊93隻。さらに後衛に22隻がいる。

### 正午
開戦。風向きが西に変わり、オスマン艦隊に帆を下ろすための隙が生じた。ここで先行する連合艦隊のガレアス船がオスマン艦隊を射程に捉えて砲撃を開始、これにより多くの損害が出たが、オスマン艦隊ガレー船は速やかに両脇を漕ぎ抜け、ガレアス船がこの後戦闘に加わることはなかった。
戦場の北、連合艦隊左翼バルバリーゴ艦隊はオスマン艦隊右翼シロッコ艦隊が後方へ回り込むのを防ぐため、海岸近くまで船を寄せていたが、地形に詳しいシロッコ艦隊の6隻が連合艦隊後背に回り込むことに成功していた。激烈な戦闘が展開され、旗艦で指揮を執るバルバリーゴ司令も右目を矢で射抜かれ致命傷を負い、指揮官不在の連合艦隊は崩壊しかけるが、隙を見て横付けした援軍により難を逃れた。指揮権はバルバリーゴの甥マルコ・コンタリーニが継承した。一方のオスマン艦隊のシロッコも槍に胸を貫かれ戦死した。オスマン艦隊は大混乱に陥り、先を競って離脱をはかったためかえって船を衝突させ被害を出した。
戦場の南、連合艦隊右翼ドーリア艦隊はオスマン艦隊左翼ウルグ・アリ艦隊と対峙し、互いに包囲されるのを防ぐために南へ移動していた。

### 午後1時半
中央部隊も大激戦であった。特に両軍の総旗艦が衝突した。ドン・フアンのガレー船はドーリアの進言により衝角を短くしていたため高い位置にあり、射撃（火縄銃による）の際有利であった。この戦闘によりアリ・パシャが戦死したため、オスマン艦隊の旗艦は投降した。双方のガレーの櫂手はキリスト教徒とイスラム教徒の奴隷で構成されており、拿捕されるとキリスト教船員は挙って連合軍へ加勢した。
戦場の南では、ドーリアとウルグ・アリが南へ移動し続けていたが、やがてウルグ・アリは北への転進をはかる。そこへ連合艦隊左翼部隊・中央部隊で戦闘に決着がついたドン・フアンおよびサンタ・クルス侯がドーリア艦隊の救援に赴き、さらにドーリアも北へ転進した。すでにシロッコ、アリ・パシャ、アサンとも戦死しており、これ以上の戦闘は無益とウルグ・アリ艦隊は戦線離脱した。
士気の低かったオスマン帝国側は戦闘開始1時間半で早々に逃亡を始めている。なお、致命傷を受けたバルバリーゴは2日後に死亡して他にも艦長クラス以上の戦死者も出たが、全体としてカトリック同盟側の損害は軽微である。

## 結果

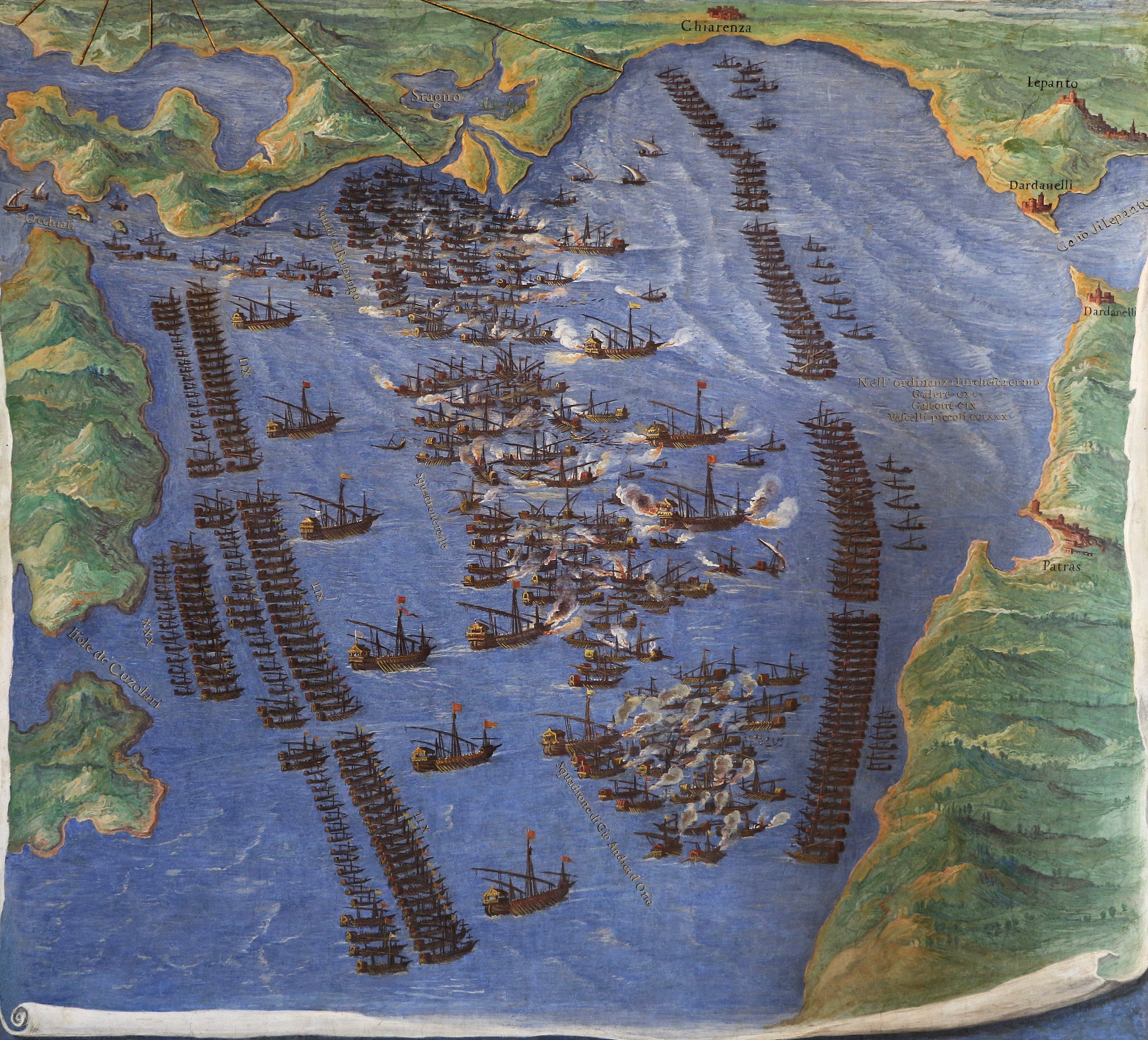
レパントの海戦　Fernando Bertelli作

結果は、オスマン帝国の大敗に終わった。海戦に参加したおよそ285隻の内、210隻が拿捕され25隻が沈没、逃走が確認されただけでも25隻で母港に戻ってきたのは僅か4隻だけであった。3万人の多くが捕虜となって奴隷となるか処刑され、戦死または行方不明者も少なくなかった。オスマン帝国艦隊側のガレーの漕手となっていたキリスト教徒の奴隷12000人が解放された。
この戦闘は、西欧の軍隊がオスマン帝国に大きく勝利した最初の戦いとなり、ヨーロッパに大きな心理的影響を与えた。しかし、その後スペイン王国とヴェネチア・法王は足並みがそろわず、勝利をさらに前進させて当初の目的であるキプロス島奪還などの利益を獲得することが出来なかった。大敗と言っても、帰還時期を誤ったオスマン帝国側の提督の戦術的失策によるもので、この海戦の結果が即、西欧-オスマン帝国の軍事的均衡に繋がる訳ではなかった。
オスマン帝国は大宰相ソコルル・メフメト・パシャの指揮の下、帰還したクルチ・アリらを抜擢して艦隊の再建に取り掛かり、6ヶ月後には200隻を超える大艦隊の艤装を完了した。クルチ・アリ・パシャやピヤル・パシャらが重視したのは、ヴェネチアのガレアス船よりも重装型の船の建造数を増やすこと、ガレー船の砲兵をより重装にすること、そして乗船員に銃火器を装備させることなど、レパンドの海戦の敗戦から学んだことであった。その後、ヴェネツィアから奪取していたキプロス島の権利を割譲させるなど、オスマントルコは地中海における優位性を依然として維持し、スペインの対岸・モロッコに要塞を築くなど、地中海の西側においてもスペイン王国が制海権を確保するのはまだ先のこととなる。
小説「ドン・キホーテ」の作者ミゲル・デ・セルバンテスも参戦したが、左手に銃撃を受けたと言う。

## 関連作品

### 絵画
- レパントの海戦 (絵画)（英語版）

### 小説
- 塩野七生『レパントの海戦』(新潮文庫)

### 歴史ゲーム
- The battle of Lepanto, Robert Cowling, Strategy and Tactics 272, 2011